# Tomb Raider
Tomb Raider е поредица приключенски игри от трето лице, комикси и игрални филми, в които се разказва за приключенията на виртуалната английска археоложка Лара Крофт (на английски: Lara Croft) в търсенето на древни реликви и изчезнали цивилизации. С издаването на първата игра от поредицата през 1996 г., Лара Крофт се превръща в една от основните икони на гейм индустрията. До 2010 г. са издадени общо 9 игри под името „Tomb Raider“, като първите 6 от тях са разработени от Core Design (1996 – 2003), а другите 3 – от Crystal Dynamics (след 2006). Издател на видеоигрите и собственик на франчайза „Tomb Raider“ е Eidos Interactive, който през 2009 г. става част от „Square Enix Europe“ с всичките си студия и активи, включително и франчайза „Tomb raider“. . До 2010 г. са направени 2 игрални филма, в които ролята на Лара е изиграна от актрисата Анджелина Джоли. През 2018 г. излиза и третия игрален филм, а главната героиня е изиграна от актрисата Алисия Викандер.

## Лара Крофт
Главната героиня в поредицата е английската археоложка Лара Крофт. Тя е създадена от гейм дизайнера Тоби Гард , който има 5 различни концепции относно главният герой в играта. Екипът разработващ играта избира женски герой, от латиноамерикански произход с името Лаура Круз. В процеса на разработка издателят Eidos Interactive променя произхода на героинята и избира по-британско звучащото име Лара Крофт.

## Видео игри
Продажбите на поредицата до 2009 г. са над 30 млн. копия. 

### Игри разработени от Core Design
- Tomb Raider – първата игра от поредицата, която е издадена на 15 ноември 1996 г. от Eidos Interactive. Продадени са над 7 млн. копия от играта.
- Tomb Raider II Starring Lara Croft – издадена през ноември 1997 г. Използва подобрен гейм енджин от Tomb Raider. През април 1999 г. излиза преработено издание, в което е включена и самостоятелна мини игра от 5 нива под името Golden Mask. Играта излиза за PC (Windows), PlayStation, PlayStation Network и Macintosh. Продадени са над 6,5 млн. копия.
- Tomb Raider III Adventures of Lara Croft – издадена през ноември 1998 г. Играта излиза за PC (Windows), PlayStation, PlayStation Network и Macintosh.
- Tomb Raider: The Last Revelation – издадена през ноември 1999 г. за PC (Windows) и PlayStation. През март 2000 г. излиза за Dreamcast, а през декември същата година – за Macintosh.
- Tomb Raider: Chronicles
- Tomb Raider: Angel of Darkness – това е последната игра от серията направена от Core Design. След множество критики към играта и слаби финансови резултати, Eidos пренасочват разработката на поредицата към Crystal Dynamics.

### Игри разработени от Crystal Dynamics
- Tomb Raider: Legend – първата игра разработена от Crystal Dynamics. Издадена е на 7 април 2006 г. за PC (Windows), PlayStation 2, PlayStation Portable, PlayStation 3, Game Cube, Game Boy Advance, Nintendo DS, Xbox и Xbox 360.
- Tomb Raider: Anniversary – играта е посветена на 10-годишния юбилей на поредицата. Издадена е на 1 юни 2007 г., за PC (Windows), PlayStation 2, PlayStation 3, Wii, Xbox 360, Mac OS X
- Tomb Raider: Underworld – издадена през ноември 2008 г., за PC (Windows), PlayStation 2, PlayStation 3, Wii, Nintendo DS, Xbox 360, Mobile Phones, N-Gage 2.0

На 22 март 2011 г. за PlayStation 3 излиза Tomb Raider Trilogy, в което е включен Tomb Raider: Underworld и преработени и подобрени издания на Tomb Raider: Legend и Tomb Raider: Anniversary.
- Tomb Raider – Играта е пусната в продажба на 5 март 2013 г. в световен мащаб за платформите: Microsoft Windows, Xbox 360 и PlayStation 3, в Австралия играта е пусната няколко дни по-рано на 1 март 2013 г., а на 25 април 2013 г. започва продажбата на играта и в Япония. Действието на играта се развива около първото приключение на Лара Крофт, когато след претърпяване на корабокрушение, тя попада на неизследван остров близо до Япония. Сценарият е написан от Риана Пратчет (на английски: Rhianna Pratchett). По време на Е3 Expo 2011, Square Enix публикуват първите трейлъри на играта, която спечелва множество похвали и номинации [5] и се очертава като едно от най-очакваните заглавия през 2012 г. [6] Дебютният CG трейлър „Turning point“[7], направен от Crystal Dynamics и Visual Works, е избран за най-добър в класация на IGN по време на изложението E3 Expo 2011 [8] и класиран на 37-о място в класацията на Gametrailers за 100-те най-добри трейлъри на всички времена към 2011 г. [9] На Е3 2012 играта печели още една награда от IGN в категорията: Best Overall Game на изложението. [10] Озвучаването и движенията на Лара Крофт ще бъдат направени от актрисата Камила Лъдингтън (на английски: Camilla Luddington) посредством технологията motion capture.
- Rise of the Tomb Raider

## Филми
До 2014 г. са издадени 2 филма, в които ролята на Лара е изиграна от актрисата Анджелина Джоли и са заснети от компанията Paramount Pictures.
- Томб Райдър (2001)
- Томб Райдър: Люлката на живота (2003)

Правата за третия филм са купени от GK Films през 2010 г., след като Paramount Pictures и Warner Bros. преди това се отказват от екранизацията на третата част. През 2018 г. излиза и третия игрален филм, а главната героиня е изиграна от актрисата Алисия Викандер.